# Aliens: The Computer Game (jeu vidéo, 1986)
Pour le jeu vidéo de 1987, voir Aliens: The Computer Game (jeu vidéo, 1987).
Aliens: The Computer Game est un jeu vidéo d'action développé et édité par Activision, sorti en 1986 sur Apple II, Commodore 64 et ZX Spectrum.

## Accueil
- Computer and Video Games : 8/10[1]
- Zzap!64 : 60 %[2]